# Tijuana
Tijuana är en ort och kommun i nordvästra Mexiko och är den folkrikaste orten i delstaten Baja California. Den är landets västligaste och ligger vid gränsen mot Kalifornien i USA och San Diego-området. Tijuana grundades 11 juli 1889.

## Orter
Kommunen omfattar Tijuanas centralort samt ett antal mindre orter. De folkrikaste 2013 var:
1. Tijuana, 1 372 245 invånare
2. El Refugio, 44 440 invånare
3. Pórticos de San Antonio, 41 796 invånare
4. La Joya, 31 569 invånare
5. Terrazas del Valle, 21 953 invånare

## Storstadsområde
Storstadsområdet, formellt Zona Metropolitana de Tijuana, beräknades ha 1 879 212 invånare 2013 på en yta av 4 423 km². Området består av de tre kommunerna Tijuana, Playas de Rosarito och Tecate.
Tijuana bildar med San Diego-området i USA ett internationellt storstadsområde med ungefär 4,3 miljoner invånare (2007). Områdena är sammanväxta med varandra, men fungerar inte riktigt som ett enhetligt område på grund av gränsen mellan länderna och de restriktioner i flöde mellan städerna som följer därav.